# Trichopilia fragrans
Trichopilia fragrans é uma espécie de planta do gênero Trichopilia e da família Orchidaceae.

## Taxonomia
Os seguintes sinônimos já foram catalogados:  
- Pilumna fragrans  Lindl.
- Pilumna nobilis  Rchb.f.
- Trichopilia albida  H.Wendl.
- Trichopilia candida  Linden ex Lindl.
- Trichopilia fragrans nobilis  (Rchb.f.) Linden & André
- Trichopilia lehmannii  Regel
- Trichopilia nobilis  (Rchb.f.) Rchb.f.
- Trichopilia santoslimae  Brade
- Trichopilia santos-limae  Brade

## Forma de vida
É uma espécie epífita e herbácea.

## Descrição
| Caule                      | Caule                    |
| -------------------------- | ------------------------ |
| pseudobulbo forma          | oblongóide ancipital     |
| Folha                      |                          |
| forma                      | estreito elíptica        |
| seção transversal          | plana                    |
| Flor                       |                          |
| sépala e pétala com margem | crespa                   |
| labelo cor                 | branco com fauce amarela |
| formato do labelo          | largamente panduriforme  |

## Conservação
A espécie faz parte da Lista Vermelha das espécies ameaçadas do estado do Espírito Santo, no sudeste do Brasil. A lista foi publicada em 13 de junho de 2005 por intermédio do decreto estadual nº 1.499-R.

## Distribuição
A espécie é encontrada nos estados brasileiros de Bahia, Espírito Santo, Rio de Janeiro e Roraima.
Em termos ecológicos, é encontrada no domínio fitogeográfico de Floresta Amazônica, em regiões com vegetação de floresta ombrófila pluvial.